# Váraszó
Váraszó je obec v Maďarsku v župě Heves.
Rozkládá se na ploše 27,05 km² a v roce 2024 zde žilo 468 obyvatel.